# Deal or No Deal (concurso estadounidense)
Deal or No Deal es un concurso estadounidense que es basado en el concurso holandés con el mismo nombre. El programa, que es presentado por Howie Mandel, estrenó en NBC en el 19 de diciembre de 2005. Este concurso usualmente tuvieron dos o más episodios en una semana durante la serie original, e incluyó episodios especiales. El programa concluyó su emisión original en el 18 de mayo de 2009 después de cuatro temporadas. Una versión sindicalizada del programa estrenó en el 8 de septiembre de 2008 y duró por un total de dos temporadas. Durante la emisión de esos versiones, un carácter que tiene la identidad de "La Banca" fue interpretado por Peter Abbay.
El juego se mantiene principalmente sin cambios respecto al formato internacional: un participante elige un maletín de una selección de 26 maletines. Cada maletín contiene un valor en efectivo de USD $0,01 a $1.000.000. En el transcurso del juego, el participante elimina los maletines del juego, y se le presenta periódicamente una oferta de "La Banca" para tomar una cantidad en efectivo para abandonar el juego. En caso de que el participante rechace cada contrato, se les da la oportunidad de intercambiar su maletín seleccionado por el único que queda en juego, y ganar el dinero que haya en el maletín elegido.
La primera temporada de la programa fue un éxito por NBC; el concurso tuvieron 10 a 16 millones de espectadores por episodio. Las temporadas posteriores recordaban menor audiencia (con 5 a 9 millones espectadores por episodio de media). El éxito del programa dio lugar a la creación de medios de comunicación (incluidos videojuegos y juegos de mesa).
El programa entró en pausa en el enero de 2009 para acomodar otras programas regulares, incluyendo la serie Howie Do It. En el 4 de mayo de 2009, el programa retornó al horario para transmitir sus episodios restantes; el episodio final de la versión original del programa fue transmitido en el 18 de mayo de 2009.
En el año 2018, el programa fue revivido por CNBC; una nueva versión del programa estrenará en el 5 de diciembre de 2018.

## Reglas de juego
| $.01 | $1,000     |
| $1   | $5,000     |
| $5   | $10,000    |
| $10  | $25,000    |
| $25  | $50,000    |
| $50  | $75,000    |
| $75  | $100,000   |
| $100 | $200,000   |
| $200 | $300,000   |
| $300 | $400,000   |
| $400 | $500,000   |
| $500 | $750,000   |
| $750 | $1,000,000 |

El jugador elige uno de los 26 maletines numerados al comienzo del juego. Estos maletines (llevados por modelos femeninos con vestidos de manera idéntica) tienen un monto en efectivo diferente de $0,01 a $1.000.000. En el escenario hay un muro de video que muestra las cantidades todavía en juego en un momento dado. El maletín seleccionado se coloca en un podio en el centro del escenario.
En la primera ronda, el jugador elige seis maletines para eliminar del juego. Cada maletín se abre uno a la vez a medida que se elige, y la cantidad dentro se retira del tablero. Después de la sexta selección, suena un teléfono inalámbrico en el podio y el presentador está en contacto con La Banca, que es visible solo como una silueta tenuemente iluminada y se sienta en un palco con vista al estudio. El rostro del banquero nunca se ve, y su voz nunca se escucha. Cuando la llamada de La Banca termina, el presentador retransmite la oferta de La Banca para comprar el maletín del jugador. El jugador puede aceptar la oferta y finalizar el juego diciendo "Deal" y presionando un botón rojo en el podio, o rechazarlo diciendo "No Deal" y cerrando una cubierta con bisagra sobre el botón.
Cada vez que el jugador rechaza una oferta, debe jugar otra ronda, eliminando progresivamente menos maletines: cinco en la segunda ronda, cuatro en la tercera, tres en la cuarta y dos en la quinta. Más allá de la quinta ronda, el jugador elimina un maletín a la vez y recibe una nueva oferta de La Banca después de cada uno. La novena y última oferta llega cuando solo quedan dos maletines. Si el jugador rechaza esta oferta final, puede conservar el maletín elegido o cambiarlo por el otro y recibir la cantidad en el maletín que decida tomar; la capacidad de cambiar maletines se eliminó para el renacimiento del programa en 2018.
La oferta de La Banca suele ser un porcentaje del promedio de los valores que todavía están en juego al final de cada ronda. Este porcentaje es pequeño en las primeras rondas, pero aumenta a medida que el juego continúa y puede incluso superar el 100% en la ronda final. En ocasiones, una oferta incluye un premio adaptado a los intereses del jugador, ya sea además del efectivo o en lugar de este. Además, los premios son ocasionalmente sustituidos por algunos de los montos en efectivo en el tablero. Comenzando con la oferta de La Banca en la segunda ronda, el jugador puede llevar una "sección de aliento" (algunos amigos/miembros de la familia/colegas) al borde del escenario para recibir consejos sobre la selección de casos y si aceptar ofertas. Sin embargo, solo las decisiones del jugador se cuentan como parte del juego.
Si un jugador acepta una de las ofertas de La Banca, y si el tiempo lo permite, el juego se juega para ver qué hubiera pasado. Todos los maletines restantes son abriendo si no tiene tiempo adicional, si sólo dos maletines restantes, o si el premio más alto es eliminado.
Cuando el programa fue revivido por CNBC para la temporada 2018–19, una nueva regla fue añadida: el jugador tiene solo una oportunidad para hacer una contraoferta a La Banca. Si la contraoferta es aceptada por La Banca, el juego termina automáticamente. Sin embargo, si la contraoferta es rechazada por La Banca, el juego continua automáticamente a la próxima ronda.

## Modelos del programa
| N.º | 2005–06                | 2006–07                | 2007–08                   | 2008–09                | 2018–19          |
| --- | ---------------------- | ---------------------- | ------------------------- | ---------------------- | ---------------- |
| 1   | Claudia Jordan         | Claudia Jordan         | Claudia Jordan            | Claudia Jordan         | Soraya Yd        |
| 2   | Stacey Gardner         | Stacey Gardner         | Stacey Gardner            | Stacey Gardner         | Taylor Clark     |
| 3   | Lisa Gleave            | Lisa Gleave            | Lisa Gleave               | Lisa Gleave            | Katie Luddy      |
| 4   | Lindsay Schoneweis     | Lindsay Schoneweis     | Keltie Martin             | Keltie Martin          | Brenda Lowe      |
| 5   | Ursula Mayes           | Ursula Mayes           | Ursula Mayes              | Ursula Mayes           | Lani Baker       |
| 6   | Megan Abrigo           | Megan Abrigo           | Megan Abrigo              | Megan Abrigo           | Megan Abrigo     |
| 7   | Sara Bronson           | Sara Bronson           | Sara Bronson              | Sara Bronson           | Jordana DePaula  |
| 8   | Pilar Lastra           | Lauren Shiohama        | Lauren Shiohama           | Mariela Arteaga        | Neka Stephens    |
| 9   | Patricia Kara          | Patricia Kara          | Patricia Kara             | Patricia Kara          | Patricia Kara    |
| 10  | Anya Monzikova         | Anya Monzikova         | Anya Monzikova            | Anya Monzikova         | Vaeda Mann       |
| 11  | Katie Cleary           | Katie Cleary           | Katie Cleary              | Katie Cleary           | Brittany McGowan |
| 12  | Jill Manas             | Jill Manas             | Jill Manas Chrissy Teigen | Lauren Shiohama        | Sarati           |
| 13  | Leyla Milani           | Leyla Milani           | Leyla Milani              | Leyla Milani           | Mahogany Lox     |
| 14  | April Scott            | Pilar Lastra           | Pilar Lastra              | Pilar Lastra           | Olga Safari      |
| 15  | Lanisha Cole           | Brooke Long            | Brooke Long               | Brooke Long            | Madi Teeuws      |
| 16  | Kimberly Estrada       | Kasie Head             | Krissy Carlson            | Lisa Lakatos           | Jessica Lee      |
| 17  | Jenelle Bronwyn Moreno | Jenelle Bronwyn Moreno | Jenelle Bronwyn Moreno    | Jenelle Bronwyn Moreno | Ashley Jones     |
| 18  | Alike Boggan           | Marisa Petroro         | Marisa Petroro            | Marisa Petroro         | Elissa Ingrid    |
| 19  | Mylinda Tov            | Mylinda Tov            | Mylinda Tov               | Amanza Smith           | Natasha Ward     |
| 20  | Marisa Petroro         | Alike Boggan           | Alike Boggan              | Alike Boggan           | Amanza Smith     |
| 21  | Tameka Jacobs          | Tameka Jacobs          | Tameka Jacobs             | Tameka Jacobs          | Malika Miller    |
| 22  | Donna Feldman          | Laura Shields          | Lianna Grethel            | Crystal Monte          | Anchal Joseph    |
| 23  | Aubrie Lemon           | Aubrie Lemon           | Aubrie Lemon              | Aubrie Lemon           | Anne-Julia Hagen |
| 24  | Nancy Stelle           | Meghan Markle          | Kelly Brannigan           | Kelly Brannigan        | Kizzi Barazetti  |
| 25  | Sonia Vera             | Hayley Marie Norman    | Hayley Marie Norman       | Hayley Marie Norman    | Summer Bellessa  |
| 26  | Lindsay Clubine        | Lindsay Clubine        | Lindsay Clubine           | Lindsay Clubine        | Michelle De Leon |

## Historia de radiodifusión
Un episodio piloto de la serie fue grabado en 2004 para ABC. El presentador del piloto fue Patrick Kielty, y el premio máximo fue $2.5 millones. 
Deal or No Deal estrenó en NBC en el 19 de diciembre de 2005 con un evento de cinco episodios, que fue transmitido durante esta semana a las 8:00 p. m. (EST)/7:00 p. m. (CST). La audiencia para esos episodios fue increíblemente alta, ya que se encargaron más episodios para que se emitieran después de los Juegos Olímpicos de Invierno de 2006. En el 6 de marzo de 2006 (después una semana adicional de 5 episodios), el programa se convirtieron a una serie regular, con dos episodios semanales en lunes y viernes en el mismo intervalo de tiempo. Un episodio adicional fue añadido en miércoles ese mismo mes. En el 5 de junio de 2006, el episodio final de la primera temporada del programa fue transmitido; este episodio (que tiene una aparición por Celine Dion en satélite) tuvo la mayor audiencia en todos los episodios del programa.
La segunda temporada de la programa estrenó en el 18 de septiembre de 2006 con un evento de 4 episodios que tuvieron un premio máximo de $6,000,000. Una semana después, el programa resumieron sus transmisiones regulares, pero el episodio de miércoles se trasladó a jueves. Para el noviembre de 2006, el programa sólo tuvieron episodios en lunes y jueves porque el episodio de viernes porque su franja horaria el viernes fue ocupado por la serie 1 vs. 100. El segundo episodio semanal del programa se trasladó a miércoles en el enero de 2007, cuando una episodio adicional en domingo fue añadido; el episodio del miércoles sería removido temporalmente en marzo de ese año.
Después del primer episodio de la tercera temporada (que estrenó en el 17 de septiembre de 2007), el programa tuvieron episodios sólo en miércoles (con una excepción de 5 semanas) y viernes por el resto del año. Sin embargo, debido a una huelga de la Gremio de Escritores de América que empezó en el noviembre del año previo, el episodio de viernes se trasladó a lunes en el enero de 2008; el programa tuvieron episodios solamente en lunes y viernes por el resto de la temporada.
En el 25 de agosto de 2008 (una día después la ceremonia de clausura de la Juegos Olímpicos de 2008), la cuarta temporada del programa estrenó. El programa tuvieron episodios semanales en lunes y miércoles (y episodios especiales en el Navidad y el Año Nuevo) para el resto de ese año. En el 2 de enero de 2009, el programa transmitir su episodio final antes un pausa que duro cuatro meses. El programa retornó al horario de lunes en el 4 de mayo para transmitir sus episodios restantes. Los últimos dos episodios del programa fueron transmitidos en el 18 de mayo de 2009; el programa fue cancelado por la red el próximo día.
En el 13 de marzo de 2018, el canal CNBC ordenó un renacimiento del programa con 30 episodios para la temporada 2018–2019. Mandel se convirtió a un productor ejecutivo adicional para ese versión, que se convertirá en una transmisión de alta definición. La producción de esos episodios tuvo lugar durante el julio y el agosto de 2018.

## Versión sindicalizada
| $.01 | $1,000   |
| $1   | $2,500   |
| $5   | $5,000   |
| $10  | $7,500   |
| $25  | $10,000  |
| $50  | $25,000  |
| $100 | $50,000  |
| $200 | $75,000  |
| $300 | $100,000 |
| $400 | $250,000 |
| $500 | $500,000 |

En el 8 de septiembre de 2008, una versión sindicalizada estrenó en sindicación. En ese versión (que es basado de la versión británica del programa), hubo un premio máximo de $500,000, y los 22 maletines fueron asignados a 22 concursantes que jugaron durante toda la semana. Uno de los 22 participantes fue seleccionado al azar para jugar el juego a través de una ruleta con 22 espacios. El concursante ganador tuvo la oportunidad de guardar su maletín o cambiarlo por uno de los otros 21 maletines. Una regla que era exclusiva de esta versión era que el concursante no podía intercambiar maletines al final del juego.
El concursante eliminó 5 maletines en los primeras dos rondas, 4 maletines en la tercera ronda, 2 maletines en las próximas dos rondas, y un maletín en la sexta y séptima rondas. Esta versión era un programa autónomo; no hubo juegos de prórroga.
La versión sindicalizada duró dos temporadas.

## Récord de ganancias
Hubo dos ocasiones que un premio de $1.000.000 o más fue ganado en la historia del concurso:
- En el 1 de septiembre de 2008, Jessica Robinson se convirtió a la primera ganadora del premio de $1.000.000. Robinson tuvo 5 oportunidades para ganar $1.000.000, y rechazó la oferta final de $561.000. El otro maletín tenía $200.000.
- En el 29 de octubre de 2008, Tomorrow Rodriguez se convirtió a la segunda ganadora del premio de $1.000.000. Rodriguez tuvo 9 oportunidades para ganar $1.000.000, y rechazó la oferta de $677.000 luego de la sexta ronda. Había cuatro maletines en el juego en ese tiempo; ella eliminó el maletín que tenía $300, lo que le aseguró la victoria instantánea.